# Keureutoau
Keureutoau is een bestuurslaag in het regentschap Aceh Utara van de provincie Atjeh, Indonesië. Keureutoau telt 438 inwoners (volkstelling 2010).